# De Morganovy zákony
De Morganovy zákony určují vztah mezi sjednocením, průnikem a doplňkem množiny a další se zabývají matematickou logikou. Zákony se jmenují po Augustu De Morganovi (1806–1871).
Mějme množiny {\displaystyle A,B} a {\displaystyle {}^{\prime }} nechť označuje doplněk dané množiny.
Potom platí vztahy
{\displaystyle {(A\cup B)}^{\prime }=A^{\prime }\cap B^{\prime }}
{\displaystyle {(A\cap B)}^{\prime }=A^{\prime }\cup B^{\prime }}
Formální vztahy pro logické operace:
{\displaystyle \neg (p\vee q)\iff (\neg p)\wedge (\neg q)}
{\displaystyle \neg (p\wedge q)\iff (\neg p)\vee (\neg q)}
{\displaystyle \neg (A\vee B)\iff (\neg A)\wedge (\neg B)}
{\displaystyle \neg (A\wedge B)\iff (\neg A)\vee (\neg B)}

kde:
- {\displaystyle \neg } a A je negace (NOT)
- {\displaystyle \wedge } je konjunkce (AND)
- {\displaystyle \vee } je disjunkce (OR)
- {\displaystyle \iff } je zde metalogický symbol, který znamená "lze v logickém důkazu nahradit".

{\displaystyle {\overline {A\cap B}}={\overline {A}}\cup {\overline {B}}}
{\displaystyle {\overline {A\cup B}}={\overline {A}}\cap {\overline {B}}.}
De Morganovy zákony se uplatňují především v Booleově algebře.